# Hovuni
Hovuni là một đô thị thuộc tỉnh Shirak, Armenia. Dân số ước tính năm 2011 là 730 người.